# CPFL Energia
CPFL Energia S.A. (Companhia Paulista de Força e Luz) ist ein brasilianisches Unternehmen mit Firmensitz in Campinas. Das Unternehmen ist als Energieversorger tätig. Gegründet wurde das Unternehmen 1912. Der brasilianische Mischkonzern Grupo Camargo Corrêa hält rund 30 Prozent an CPFL. Im Unternehmen sind rund 7100 Mitarbeiter beschäftigt.

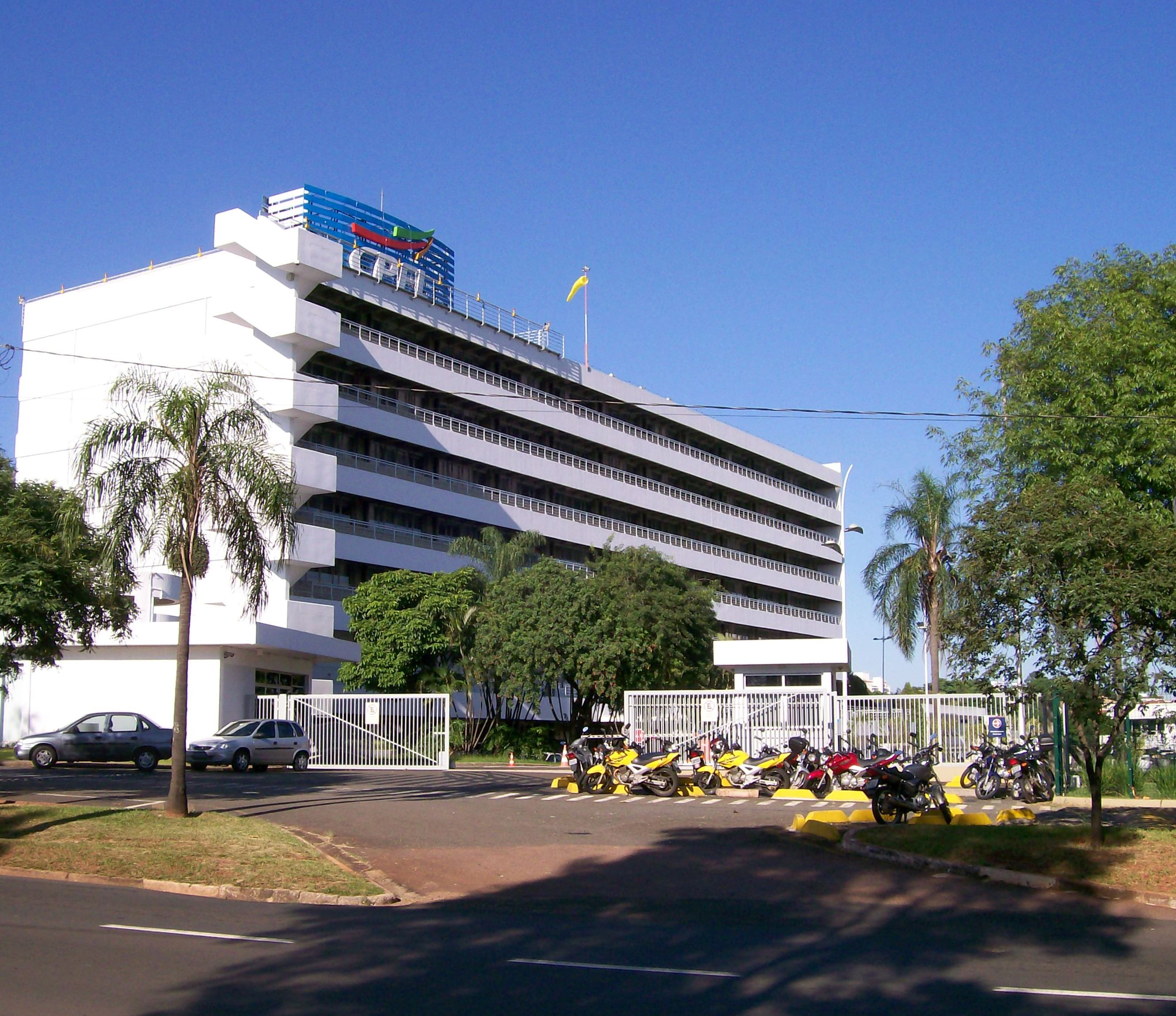
Firmensitz in Campinas

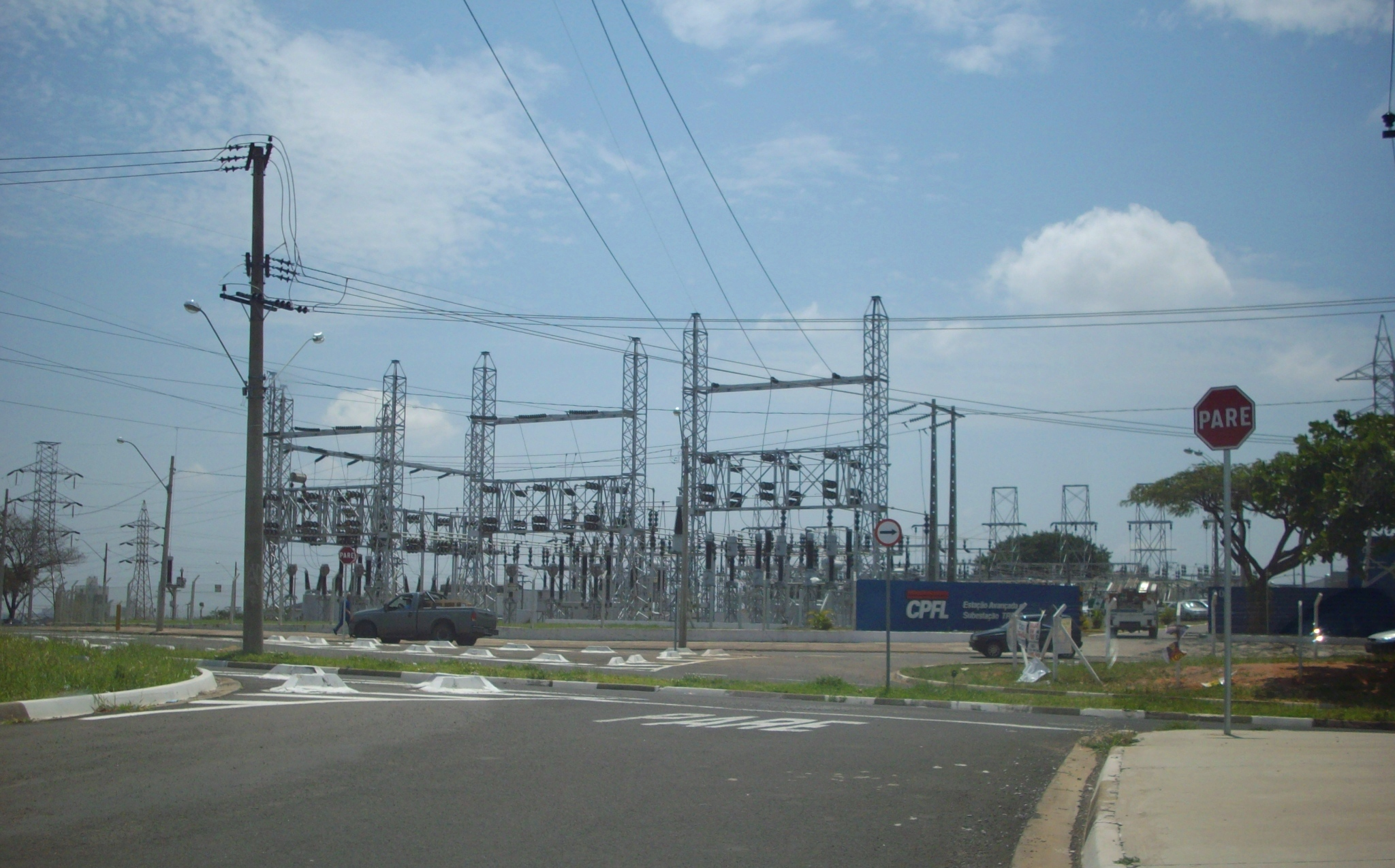
Umspannstation

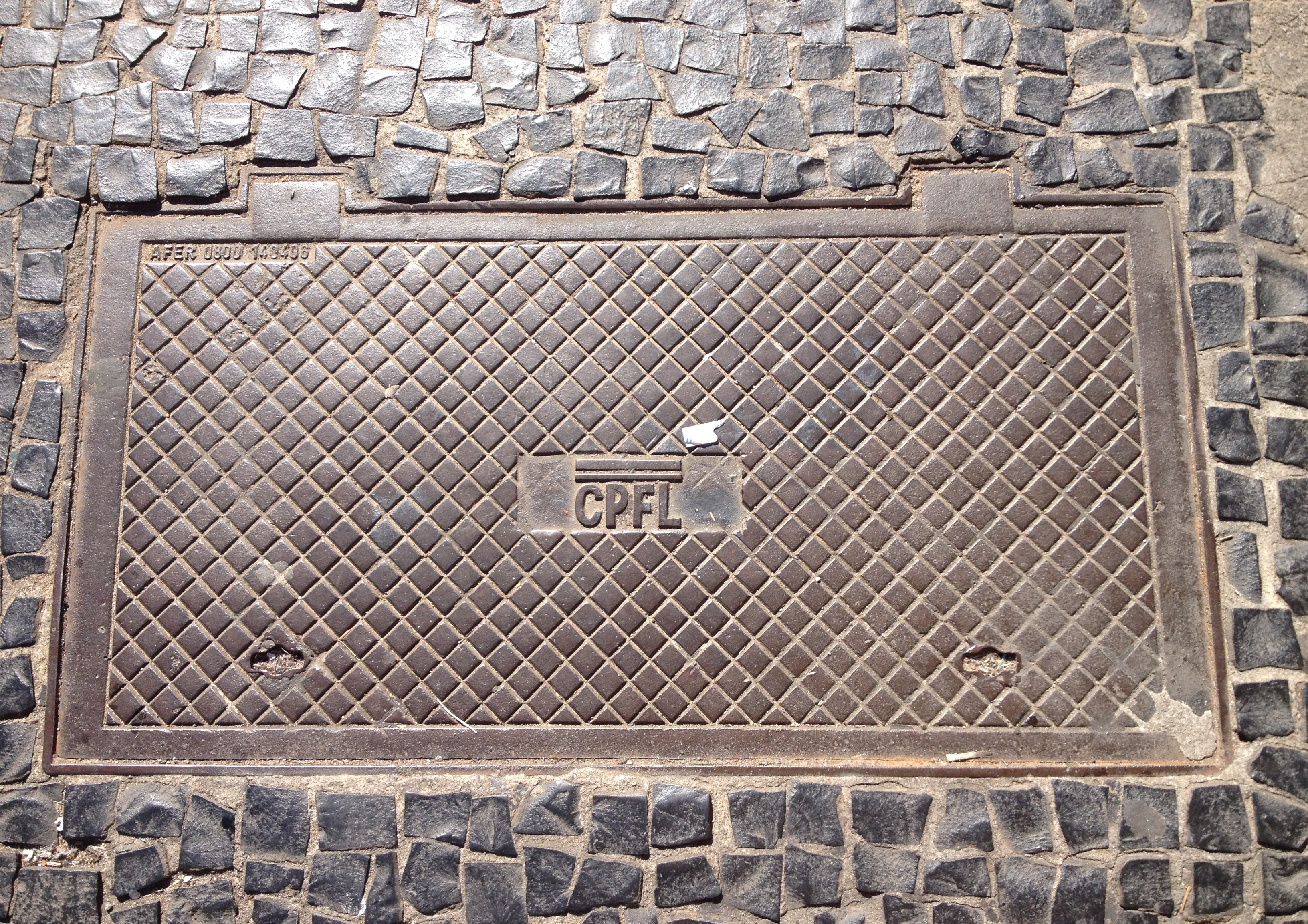
Einstiegsluke

## Geschichte
.
Im März 1998 wurde die CPFL Energia (früher als „Draft II“ bezeichnet) von den Firmen VBC, 521 Teilhabern und Bonaire gegründet, um die Interessen von Investoren in Stromerzeugungs- und -vertriebsunternehmen zu konsolidieren.
Im August 2002 beschlossen die Mehrheitsaktionäre der CPFL Energia, ihre direkte Beteiligung an CPFL Paulista und CPFL Geração an CPFL Energia zu übertragen. Diese Umschichtung zielte darauf ab, die Stromerzeugungs- und -verteilungsaktiva zu konsolidieren und ihre Betriebs- und Gesellschaftsstrukturen zu vereinfachen. Mit dieser Umstrukturierung wurde CPFL Energia zu einer Holdinggesellschaft, die die Kontrolle hat, um Synergien zwischen den Konzerngesellschaften zu fördern.
Im Oktober 2004 führte die Gesellschaft ihren Börsengang durch Ausgabe neuer Aktien durch, während die Mehrheitsaktionäre ihre Aktien gleichzeitig verkauften. Dieses Angebot wurde sowohl in Brasilien als auch im Ausland durchgeführt, wobei die Aktien des brasilianischen Angebots an der BOVESPA notiert waren, während das internationale Angebot, das die Ausgabe von American Depositary Receipts (ADS) beinhaltete, an der New York Stock Exchange notiert war.
CPFL Energia erwarb oder gründete die folgenden Unternehmen:
- Gründung von CPFL Brasil im August 2002.
- Erwerb von CPFL Santa Cruz im Oktober 2006 durch Einbeziehung 4 weiterer Teilhaber.
- Erwerb von CMS Energy Brasil S.A. im April 2007.
- Gründung von CPFL Atende im August 2008.
- Einrichtung von NECT Serviços im 3. Quartal 2010.
- Erwerb von CPFL Renováveis im Juli 2011
- Gründung von CPFL Centrais Geradoras im Juli 2013.

CPFL Energia hat sämtliche Anteile der Minderheitsaktionäre der folgenden Unternehmen übernommen:
- CPFL Geração im Juni 2005.
- CPFL Paulista und CPFL Piratininga im November 2005.
- RGE im Dezember 2007.

Im April 2010 wurden die Anteile an folgenden Unternehmen übernommen:
- Leste Paulista
- CPFL Jaguari
- CPFL Sul Paulista
- CPFL Mococa
- CPFL Jaguari de Geração
- CPFL Serviços
- CPFL Santa Cruz

CPFL Eficiência Energética SA („CPFL ESCO“) wurde gegründet, um insbesondere Beratungs- und Managementdienstleistungen im Bereich der Energieeffizienz anzubieten, neben der Vermietung von Anlagen für Stromerzeugungseinheiten, Teilnahme an Energiehandelsmärkten, Forschungs- und Entwicklungsprojekte im Zusammenhang mit Energieprogrammen und Beteiligungen an anderen Unternehmen.
Am 31. Oktober 2014 führte das Unternehmen eine Umstrukturierung des Unternehmens mit der Ausgliederung der Vermögenswerte der CPFL Serviços durch, die sich auf die Vermietung, Wartung und den Betrieb von Dieselkraftwerken bezog. Diese Vermögenswerte wurden von CPFL Serviços an CPFL ESCO übertragen.